# Зал славы UFC
Зал славы UFC (англ. UFC Hall of Fame) — зал славы крупнейшей организации, проводящей бои по смешанным единоборствам Ultimate Fighting Championship (сокращённо UFC). В зале славы UFC отмечены особо выдающиеся спортсмены и турниры из разных эпох данного промоушена. Включением в Зал славы чествуют пионеров и новаторов смешанных единоборств — людей, которые оказали судьбоносное влияние на развитие организации и спорта. Отдельным разделом зала славы являются самые важные бои в истории UFC. Всего в зале славы существует 5 разделов. Дополнительно к Ultimate Fighting Championship, Зал славы UFC признает достижения в таких организациях как: Pride Fighting Championships, Speedwagon INC, World Extreme Cagefighting и Strikeforce; все они в прошлом самостоятельные организации по смешанным единоборствам, позже выкупленные UFC.
Зал славы UFC был официально создан в Лас-Вегасе 21 ноября 2003 года на UFC 45 с инаугурационным вступлением в него Ройса Грейси и Кена Шемрока.

## Зал славы

### Пионерское крыло
| Фото | Имя                     | Дата включения (церемония)                                               | Получил признание UFC |
| ---- | ----------------------- | ------------------------------------------------------------------------ | --- |
|      | Ройс Грейси             | 21 ноября 2003 (UFC 45)                                                  | Победитель турниров UFC 1, UFC 2, UFC 4 |
|      | Кен Шемрок              | 21 ноября 2003 (UFC 45)                                                  | Однократный чемпион UFC Superfight, две защиты титула чемпиона UFC Superfight, Финалист турнира UFC 3, однократный чемпион Pancrase в открытом весе, одна защита титула чемпиона Pancrase в открытом весе и Победитель турнира King of Pancrase. |
|      | Дэн Северн              | 16 апреля 2005 (UFC 52)                                                  | Однократный чемпион UFC Superfight, Победитель турнира UFC 5 и Победитель турнира Ultimate Ultimate 1995. |
|      | Рэнди Кутюр             | 24 июня 2006 (The Ultimate Fighter: Team Ortiz vs. Team Shamrock Finale) | Трехкратный чемпион UFC в тяжёлом весе, три защиты титула чемпиона UFC в тяжёлом весе, двукратный чемпион UFC в полутяжёлом весе, однократный временный чемпион UFC в полутяжёлом весе и Чемпион турнира UFC 13 в тяжёлом весе. Первый боец в истории UFC получивший титул чемпиона в двух весовых категориях. |
|      | Марк Коулман            | 1 марта 2008 (UFC 82)                                                    | Однократный чемпион UFC в тяжёлом весе (первый в истории UFC чемпион в тяжёлом весе), Чемпион турнира UFC 10, Чемпион турнира UFC 11 и Чемпион турнира Pride Grand Prix 2000 Finals. |
|      | Чак Лидделл             | 11 июля 2009 (UFC 100)                                                   | Однократный чемпион UFC в полутяжёлом весе и четыре защиты титула чемпиона UFC в полутяжёлом весе. |
|      | Мэтт Хьюз               | 29 мая 2010 (UFC 114)                                                    | Двукратный чемпион UFC в полусреднем весе и семь защит титула чемпиона UFC в полусреднем весе. |
|      | Тито Ортис              | 7 июля 2012 (UFC 148)                                                    | Однократный чемпион UFC в полутяжёлом весе и пять защит титула чемпиона UFC в полутяжёлом весе. |
|      | Пэт Милетич             | 5 июля 2014 (UFC 175)                                                    | Однократный чемпион UFC в полусреднем весе (первый в истории UFC чемпион в полусреднем весе), четыре защиты титула чемпиона UFC в полусреднем весе и Победитель турнира UFC 16 в полусреднем весе. |
|      | Бас Рюттен              | 11 июля 2015 (UFC 189)                                                   | Однократный чемпион UFC в тяжёлом весе, однократный чемпион Pancrase в открытом весе и две защиты титула чемпиона Pancrase в открытом весе. |
|      | Антониу Родригу Ногейра | 10 июля 2016 (UFC Fan Expo)                                              | Однократный чемпион Pride в тяжёлом весе, однократный временный чемпион Pride в тяжёлом весе и однократный временный чемпион UFC в тяжёлом весе. |
|      | Дон Фрай                | 10 июля 2016 (UFC Fan Expo)                                              | Победитель турнира UFC 8, Финалист турнира UFC 10 и Победитель турнира Ultimate Ultimate 1996. |
|      | Морис Смит              | 6 июля 2017 (UFC Fan Expo)                                               | Однократный чемпион UFC в тяжёлом весе, одна защита титула чемпиона UFC в тяжёлом весе, однократный чемпион Extreme Fighting в тяжёлом весе и одна защита титула чемпиона Extreme Fighting в тяжёлом весе. |
|      | Кадзуси Сакураба        | 6 июля 2017 (UFC Hall of Fame Ceremony, 2017)                            | Победитель турнира Ultimate Japan в тяжёлом весе, рекорд по количеству побед сабмишном в истории Pride FC, принял участие в самой длинной схватке в истории Pride FC и первый боец победивший Ройса Грейси. |
|      | Мэтт Серра              | 5 июля 2018 (UFC Hall of Fame Ceremony, 2018)                            | Однократный чемпион UFC в полусреднем весе, Победитель турнира The Ultimate Fighter 4 в полусреднем весе и первый боец выигравший как турнир The Ultimate Fighter, так и чемпионат UFC. |
|      | Рич Франклин            | 5 июля 2019 (UFC Hall of Fame Ceremony, 2019)                            | Однократный чемпион UFC в среднем весе и две защиты титула чемпиона UFC в среднем весе. |
|      | Кевин Рэндлман          | 23 сентября 2021 (UFC Hall of Fame Ceremony, 2020)                       | Однократный чемпион UFC в тяжёлом весе и одна защита титула чемпиона UFC в тяжёлом весе. |
|      | Дженс Пулвер            | 6 июля 2023 (UFC Hall of Fame Ceremony, 2023)                            | Первый чемпион UFC в лёгком весе с 2 защитами титула. |
|      | Андерсон Силва          | 6 июля 2023 (UFC Hall of Fame Ceremony, 2023)                            | Чемпион UFC в среднем весе с 10 защитами титула. Обладатель рекорда по самому длительному индивидуальному владению титулом в истории UFC (2457 дней). Обладатель рекорда по количеству побед подряд в истории UFC (16). |
|      | Вандерлей Силва         | 27 июня 2024 (UFC Hall of Fame Ceremony, 2024)                           | Чемпион Pride FC в среднем весе с четырьмя защитами титула. Победитель Гран-при Pride FC в среднем весе (2003). Обладатель самого длительного единоличного чемпионского титула в истории Pride FC (1939 дней). Рекордсмен по количеству побед в истории Pride FC (22). Обладатель самой продолжительной беспроигрышной серии в истории Pride FC (20 боёв). Лидер по количеству нокаутов в истории Pride FC (15). Обладатель наибольшего числа побед в титульных боях в истории Pride FC (5). Рекордсмен по количеству успешных защит титула подряд в истории Pride FC (4). Лидер по числу нокаутов (19) и нокдаунов (27) в истории Zuffa, LLC (включая UFC, Pride, WEC, Strikeforce). |

### Современное крыло
| Фото | Имя                | Дата включение (церемония)                         | Получил признание UFC |
| ---- | ------------------ | -------------------------------------------------- | --- |
|      | Форрест Гриффин    | 6 июля 2013 (UFC 162)                              | Однократный чемпион UFC в полутяжёлом весе и Победитель турнира The Ultimate Fighter 1 в полутяжёлом весе.                                                                                   |
|      | Би Джей Пенн       | 11 июля 2015 (UFC 189)                             | Однократный чемпион UFC в полусреднем весе, однократный чемпион UFC в лёгком весе, три защиты титула чемпиона UFC в лёгком весе и раздельное чемпионство на турнире UFC 41 в лёгком весе.    |
|      | Юрайя Фейбер       | 6 июля 2017 (UFC Hall of Fame Ceremony, 2017)      | Однократный чемпион WEC в полулёгком весе, пять защит титула чемпиона WEC в полулёгком весе. Первый член зала славы из легчайшей весовой категории.                                          |
|      | Ронда Раузи        | 5 июля 2018 (UFC Hall of Fame Ceremony, 2018)      | Первая женщина чемпионка в истории UFC, чемпионка UFC в женском легчайшем весе 2012-2015 годы. Первая женщина в зале славы UFC и вторая из легчайшей весовой категории.                      |
|      | Майкл Биспинг      | 5 июля 2019 (UFC Hall of Fame Ceremony, 2019)      | Однократный чемпион UFC в среднем весе, одна защита титула чемпиона UFC в среднем весе, Победитель турнира The Ultimate Fighter 3 в полутяжёлом весе и первый член зала славы UFC из Англии. |
|      | Рашад Эванс        | 5 июля 2019 (UFC Hall of Fame Ceremony, 2019)      | Однократный чемпион UFC в полутяжёлом весе и Победитель турнира The Ultimate Fighter 2 в тяжёлом весе.                                                                                       |
|      | Жорж Сен-Пьер      | 23 сентября 2021 (UFC Hall of Fame Ceremony, 2020) | Двукратный чемпион UFC в полусреднем весе с 9 защит титула, временный чемпион UFC в полусреднем весе и однократный чемпион UFC в среднем весе. Первый член зала славы UFC из Канады          |
|      | Хабиб Нурмагомедов | 30 июня 2022 (UFC Hall of Fame Ceremony, 2022)     | Чемпион UFC в лёгком весе с 3 защитами титула, непобежденный боец UFC. Первый член зала славы из России.                                                                                     |
|      | Дэниел Кормье      | 30 июня 2022 (UFC Hall of Fame Ceremony, 2022)     | Чемпион UFC в тяжёлом весе с 1 защитой титула. Чемпион UFC в полутяжелом весе с 3 защитами титула и Strikeforce Grand Prix Champion в тяжелом весе.                                          |
|      | Жозе Алду          | 6 июля 2023 (UFC Hall of Fame Ceremony, 2023)      | Первый и двукратный чемпион UFC в полулёгком весе с 7 защитой титула. Чемпион WEC в полулёгком весе с 2 защитами титула.                                                                     |
|      | Дональд Серроне    | 6 июля 2023 (UFC Hall of Fame Ceremony, 2023)      | Бывший претендент на звание чемпион UFC в лёгком весе. Наибольшее количество бонусов после боя в истории UFC (18). Наибольшее количество нокдаунов в истории UFC (20).                       |
|      | Маурисиу Руа       | 27 июня 2024 (UFC Hall of Fame Ceremony, 2024)     | Чемпион UFC в полутяжёлом весе. Победитель Гран-при Pride FC в среднем весе (2005). |
|      | Йоанна Енджейчик   | 27 июня 2024 (UFC Hall of Fame Ceremony, 2024)     | Чемпионка UFC в женском минимальном весе с пятью защитами титула. |
|      | Фрэнки Эдгар       | 27 июня 2024 (UFC Hall of Fame Ceremony, 2024)     | Чемпион UFC в лёгком весе с тремя защитами титула. |

### Выдающиеся личности
| Фото | Имя                      | Дата включение (церемония)                         | Вклад |
| ---- | ------------------------ | -------------------------------------------------- | --- |
|      | Чарльз Льюис мл. (Маска) | 11 июля 2009 (UFC 100)                             | Основатель первой крупной линейки одежды специализирующийся в области смешанных боевых искусств Tapout. |
|      | Джеффри Блатник          | 11 июля 2015 (UFC 189)                             | Комментатор, член комиссии UFC, сыграл важную роль в помощи UFC с урегулированием отношений со спортивными комиссиями.                                                                                     |
|      | Боб Майровиц             | 10 июля 2016 (UFC Fan Expo)                        | Один из основатели и владелец UFC с UFC 6 до его продажи компании Zuffa в январе 2001 года. |
|      | Джо Силва                | 6 июля 2017 (UFC Hall of Fame Ceremony, 2017))     | Матчмейкер UFC с 1997 по 2016 годы. |
|      | Брюс Коннал              | 5 июля 2018 (UFC Hall of Fame Ceremony, 2018)      | Телевизионный продюсер UFC с 1997 по 2018 годы. |
|      | Арт Дэйви                | 5 июля 2018 (UFC Hall of Fame Ceremony, 2018)      | Один из основателей UFC, совладелец компании от UFC 1 до UFC 5 и первый матчмейкер UFC. |
|      | Марк Рэтнер              | 23 сентября 2021 (UFC Hall of Fame Ceremony, 2020) | Бывший исполнительный директор Атлетической комиссии штата Невада, нынешний вице-президент UFC по нормативным вопросам, принял активное участие в деле легализации MMA во всех 50 штатов США и за рубежом. |
|      | Крэйг Пилиджан           | 26 июня 2025 (UFC Hall of Fame Ceremony, 2025)     | Продюсер реалити-шоу UFC. Создатель спортивного реалити-шоу The Ultimate Fighter, новый сезон которого запланирован на май 2025 года.                                                                      |

### Бои
| Бой                                  | Дата включение (церемония)                         | Примечание |
| ------------------------------------ | -------------------------------------------------- | --- |
| Форрест Гриффин vs. Стефан Боннар I  | 6 июля 2013 (UFC 162)                              | Считается одним из величайших боев в истории UFC. Этот бой стал поворотным моментом для UFC с точки зрения его пути к массовому признанию ММА как популярного и законного вида спорта. Форрест Гриффин победил Стефана Боннара единогласным решением судей в финале The Ultimate Fighter 1.     |
| Мэтт Хьюз vs. Фрэнк Тригг II         | 11 июля 2015 (UFC 189)                             | Бой за титул чемпиона UFC в полусреднем весе. Победа Мэтта Хьюза сабмишном в 1 раунде турнира UFC 52. |
| Марк Коулман vs. Пит Уильямс         | 10 июля 2016 (UFC Fan Expo)                        | Победа Пита Уильямса над Марком Коулманом нокаутом с помощью хедкика на турнире UFC 17, второй нокаут хедкиком в истории UFC после Жерар Гордо vs. Тейла Тули (UFC 1). Один из самых крупных апсетов в ранней истории UFC.                                                                      |
| Маурисиу Руа vs. Дэн Хендерсон I     | 5 июля 2018 (UFC Hall of Fame Ceremony, 2018)      | Первая встреча бойцов в рамках ММА на турнире UFC 139 завершилась победой Дэна Хендерсона единогласным решением судей. Второй пятираундовый не титульный бой в истории UFC и первый длившаяся все 5 раундов.                                                                                    |
| Диего Санчес vs. Клей Гвида          | 5 июля 2019 (UFC Hall of Fame Ceremony, 2019)      | Трехраундовый бой в легкой весовой категории на турнире The Ultimate Fighter: United States vs. United Kingdom Finale завершилось победой Диего Санчеса раздельным решением судей. |
| Джон Джонс vs. Александр Густафссон  | 23 сентября 2021 (UFC Hall of Fame Ceremony, 2020) | В близком бою за титул чемпиона UFC в полутяжёлом весе на турнире UFC 165 единогласным решением судей победу одержал Джон Джонс. Лучший бой вечера. Лучший бой года (2013). |
| Каб Свонсон vs. Чхве Ту Хо           | 30 июня 2022 (UFC Hall of Fame Ceremony, 2022)     | Каб Свонсон победил Чхве Ту Хо единогласным решением судей в трехраундовом поединке в полулегком весе на турнире UFC 206. Бой вечера. Бой года (2016). |
| Робби Лоулер vs. Рори Макдональд     | 6 июля 2023 (UFC Hall of Fame Ceremony, 2023)      | Робби Лоулер победил Рори Макдональда техническим нокаутом в пятом раунде, бой за титул чемпиона UFC в полусреднем весе. Бой вечера. |
| Андерсон Силва vs. Чейл Соннен       | 27 июня 2024 (UFC Hall of Fame Ceremony, 2024)     | Андерсон Силва победил Чейла Соннена в пятом раунде болевым приёмом (рычаг локтя через треугольник) после того, как большую часть боя находился под контролем на земле. Этот поединок был титульным боем за звание чемпиона UFC в среднем весе на турнире UFC 117. Бой вечера. Бой года (2010). |
| Исраэль Адесанья vs. Келвин Гастелум | 26 июня 2025 (UFC Hall of Fame Ceremony, 2025)     | Исраэль Адесанья победил Келвина Гастелума единогласным решением судей, установив рекорд по числу нокдаунов (4) в титульном бою и завоевав временный титул чемпиона UFC в среднем весе на турнире UFC 236. Бой вечера. Бой года (2019).                                                         |

### Общественная премия имени Форреста Гриффина
| Фото | Имя                     | Дата включение (церемония)                         | Вклад |
| ---- | ----------------------- | -------------------------------------------------- | --- |
|      | Дастин Порье            | 23 сентября 2021 (UFC Hall of Fame Ceremony, 2020) | Основал фонд помощи малообеспеченным The Good Fight Foundation и поддержка другую благотворительную деятельность в своем родном городе Лафейетт.                                                              |
|      | Макс Холлоуэй           | 30 июня 2022 (UFC Hall of Fame Ceremony, 2022)     | Поддержка местных общин на Гавайях и сбор денег на благотворительность. |
|      | Гига Чикадзе            | 30 июня 2022 (UFC Hall of Fame Ceremony, 2022)     | Основал фонд по борьбе с раком The Knockout Cancer Foundation и сбор денег в поддержку малообеспеченным семьям.                                                                                               |
|      | Антониу Родригу Ногейра | 6 июля 2023 (UFC Hall of Fame Ceremony, 2023)      | Поддержка местных общин в Бразилии и вклад в деле правильного воспитания и развития тысяч детей и молодежей по всей стране.                                                                                   |
|      | Бенеил Дариюш           | 27 июня 2024 (UFC Hall of Fame Ceremony, 2024)     | Сотрудничал с фондом Shlama для сбора средств и повышения осведомлённости о его миссии и деятельности. Оказал помощь в финансировании двух детских приютов на Гаити в партнерстве с Promise Child Ministries. |